# Lesley Ashburner
Lesley Ashburner (Filadelfia, 21 ottobre 1883 – Bethesda, 12 novembre 1950) è stato un ostacolista statunitense, specializzato nei 110 metri ostacoli.
Prese parte ai Giochi olimpici di Saint Louis 1904 aggiudicandosi la medaglia di bronzo nella sua specialità con un tempo di 16"4.

## Palmarès
| Anno | Manifestazione  | Sede      | Evento   | Risultato | Prestazione | Note |
| ---- | --------------- | --------- | -------- | --------- | ----------- | ---- |
| 1904 | Giochi olimpici | St. Louis | 110 m hs | Bronzo    | 16"4        |      |